# 마부노호 소말리아 피랍 사건

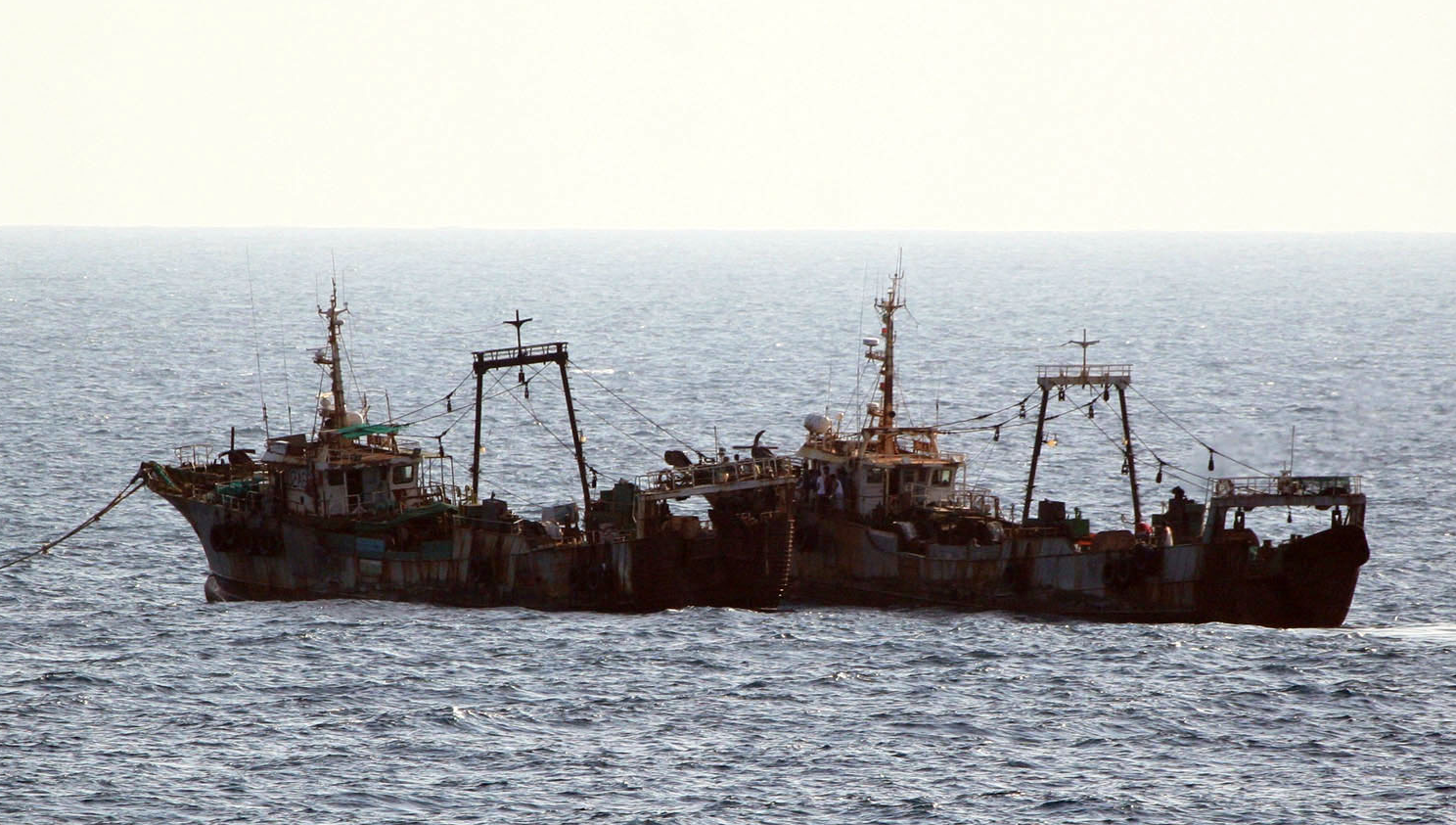
풀려난 마부노 1호와 2호. 2007년 11월 4일 미해군이 촬영하였다.

마부노호 소말리아 피랍 사건은 2007년 5월 15일, 어선 마부노 1호와 2호가 소말리아 해적들에게 피랍당한 사건이다.

## 개요
마부노 1호와 2호는 부산 선적의 새우잡이 어선으로, 한국인 4명을 비롯하여 중국인, 인도인, 베트남인 등의 총 24명의 선원을 태우고 케냐 몸바사 항을 떠나 예멘으로 가던 도중 소말리아 근해에서 피랍되었다.
대한민국 정부는 선주가 해적들과 협상하여 석방금을 대략적으로 합의해 냈음에도 불구하고 “테러범과는 협상 없다”며 피랍사건에 미온적인 태도를 보였으며, 정부대책반이 현지에 도착한 것은 피랍 사건 후 1개월이 지나서였다. 해적들은 협상이 지지부진하자 8월 들어 선원들을 폭행, 감금하고 총을 쏘는 등 공포분위기를 조성하기도 했다. 선원들 중에는 폭행으로 쇠약해져 말라리아에 전염된 사람도 있었다. 정부의 미온적인 태도에 오히려 해적들이 전에 납치했던 동원호 사람들에게 연락을 할 정도였다.
이후인 한국 시간으로 11월 4일에 선원들은 석방되어, 미국 해군의 호위를 받으며 13일에 아덴으로 입항하였다.

## 같이 보기
- 대홍단호
- 파이나 호